# Ackworth, Iowa
Ackworth je mesto, ki se nahaja v Okrožju Warren v ameriški zvezni državi Iowa. Leta 2000 je prebivalstvo štelo 85 ljudi.